# Zeche Junger Hermann
Die Zeche Junger Hermann war ein Steinkohlenbergwerk in Bochum-Laer. Das Bergwerk war auch unter dem Namen Zeche Junge Hermann bekannt. Obwohl das Bergwerk eine über 90-jährige Geschichte hat, wird nur sehr wenig darüber berichtet. Die Zeche befand sich zwischen der heutigen B 226 und der Alten Wittener Straße in Höhe der Laerfeldstraße. Auf dem Grubenfeld der Zeche befindet sich heute ein Parkplatz des früheren Opel-Werkes Bochum.

## Bergwerksgeschichte
Am 5. Februar des Jahres 1791 wurde ein Längenfeld verliehen. In den Jahren von 1796 bis 1847 war das Bergwerk nicht in Betrieb. Am 21. August des Jahres 1849 wurde ein Geviertfeld verliehen. Noch im selben Jahr wurde das Bergwerk in Fristen gelegt. Ab dem Jahr 1856 war das Bergwerk wieder in Betrieb. Am 16. Mai des Jahres 1882 wurde ein Vertrag geschlossen, der den weiteren Abbau der Kohlenfelder durch die Zeche Mansfeld regelte. Danach wird die Zeche Junger Hermann nicht weiter erwähnt.